# Gaius Baltar
Gaius Baltar – postać fikcyjna, bohater serialu Battlestar Galactica. W tę rolę wcielił się aktor James Callis.

## Życiorys

### Młodość
Gaius Baltar wychował się na planecie Aerelon, będącej „koszykiem żywności” dla Dwunastu Kolonii. Po swoich osiemnastych urodzinach przeniósł się na planetę Caprica, gdzie prowadził badania naukowe. Uważał, że zakaz używania sztucznej inteligencji wprowadzony po pierwszej wojnie z Cylonami nie jest dobrym pomysłem. Z czasem zyskał sławę wśród inteligencji. Miał dostęp do technologii obronnych Dwunastu Kolonii. Fakt ten wykorzystali Cyloni, którzy wysłali Number Six (w tej roli Tricia Helfer), aby uwiodła Baltara i zmusiła go do kolaboracji przeciwko ludzkości.

### Po ataku Cylonów
Baltar przeżył potężną eksplozję nuklearną na powierzchni Caprici. Udało mu się dostać na pokład statku Battlestar Galactica dzięki Karlowi Agathonowi, który ustąpił mu miejsca w odlatującym statku pilotowanym przez Sharon Valerii. Komandor William Adama wyznaczył doktorowi zadanie skonstruowania wykrywacza Cylonów.
Wkrótce Baltara zaczęły nękać dziwne objawy: jako jedyny widział i słyszał kopię kobiety-Cylona, z którą miał kontakt przed zagładą ludzkości (Number Six). Podejrzewał on kilka możliwych przyczyn: chorobę (schizofrenię), halucynacje lub wszczepienie przez Cylonów układu scalonego do mózgu.

### New Caprica
Odkrycie planety New Caprica zbiegło się w czasie z wyborami prezydenckimi. Baltar ogłosił, że zamierza skolonizować planetę, co dało mu zwycięstwo nad kontrkandydatką Laurą Roslin.